# Fiorenzo Lafranchi
Fiorenzo Lafranchi, né à Cadenazzo dans le district de Bellinzone au Tessin le 28 novembre 1957 et mort à Varsovie le 9 août 1995, également connu sous le nom Fiore Lafranchi, est un éducateur et éditeur suisse anarchiste.

## Biographie
Dans les années soixante-dix, il travaille à Sorengo en tant qu'éducateur, puis il s'installe à Genève de 1979 à 1982 et suit les cours de la Haute école de travail social,. Durant cette période, il collabore avec le Centre international de recherches sur l'anarchisme à Genève et Lausanne ainsi qu'avec le magazine MA!.
En 1982, il rentre au Tessin, où il se déclare objecteur de conscience. De ce fait, il est convoqué devant le tribunal militaire avec l'accusation de refus du service militaire. En 1982, il publie un pamphlet Niente di nuovo sotto il sole (Rien de nouveau sous le soleil) qui décrit cette expérience. Il travaille comme éducateur de rue et cherche à affirmer et dynamiser cette profession ; il propose notamment la création d'un dortoir populaire. Il est actif dans les domaines du social et de la culture. Il fonde L'Altra Lugano, qui deviendra L'Altro Ticino (L'Autre Tessin), dont le siège se trouve à Agli Orti à Viganello. Dans une vieille maison de Somazzo, il installe l'atelier de photocomposition SCRIPTO. En décembre 1986, il fonde la maison d'édition Edizioni l'Affranchi, dont la première publication est bolo'bolo, parue en 1987.
Il alterne son nouveau métier d'éditeur avec celui d'éducateur. Il approfondit ses intérêts pour le surréalisme, le dadaïsme et le situationnisme, en adoptant ainsi une orientation précise pour les publications de la maison d'édition Edizioni l'Affranchi. Il collabore avec les membres de l'avant-garde artistique tessinoise en leur confiant l'illustration de livres (Gianluigi Bellei, Massimo Colombo, Celso Grandi, Francesco Jost, Paolo Mazzucchelli, Giovanna Salvioni, Fabrizio Soldini, Nando Snozzi et autres). Pour la traduction des textes, il privilégie la relation avec Andrea Chersi, un traducteur libertaire, qui collabore également avec de grandes maisons d'édition. Il séjourne au Nicaragua dans le cadre d'un programme d'aide et de développement. Il est impliqué dans AIDS TICINO et promeut des initiatives d'assistance « de rue ».
Il maintient toujours une perspective large et plus universelle, en rejoignant la Ligue suisse des droits de l'homme en tant que membre du Comité de la section Suisse italienne. Il participe à la fondation du Circolo Carlo Vanza et se bat en faveur des victimes de persécution politique au sein de l'organisation de solidarité internationale Anarchist Black Cross. Il est également membre fondateur de l'Association libertaire Luigi Bertoni. Dans les derniers cinq ans de sa vie, il travaille comme éducateur au Centre de réhabilitation de Gerra Piano. La connaissance et l'amitié du peintre Enrico Baj l'amènent à devenir l'interprète d'une version ludique et même politique de la Pataphysique ; il est nommé docteur en pataphysique, ambassadeur d'Ubu en Extrême-Orient.
En 1994, il rencontre Malgorzata Turewicz (en), sculptrice polonaise, qui est en Suisse avec une bourse d'études. De leur union est né le 19 février 1995 leur fils Olek Mario Dada.
Fiorenzo décède le 9 août de la même année à Varsovie, frappé par une crise cardiaque,.
Un fonds Lafranchi a été constitué à Minusio auprès du Circolo Carlo Vanza, un centre de recherches et de conservation de la mémoire anarchiste

## Publications

### Ouvrages
- Niente di nuovo sotto il sole, 1982.

### Ouvrages publiés par les Edizioni L'Affranchi
- P.M., Bolo'bolo, 1987, 192 p.
- Oskar Panizza, Dal diario di un cane e altri scritti, 1988, 157 p.
- Benjamin Péret, Il disonore dei poeti, 1988, 77 p.
- Jean Duval et Béatrice Letouzet, La vita quotidiana e il resto, 1988, 53 p.
- Oskar Panizza, Il concilio d‘amore et cætera et cætera, 1988, 173 p.
- Fredy Perlman, L‘appello costante del nazionalismo, 1990, 77 p.
- Edward Sexby, Uccidere non è assassinare, 1990, 77 p.
- Georges Bataille, La struttura psicologica del fascismo, traduction d'Andrea Chersi, 1990
- Dominique Noguez, Lenin dada, 1991, 174 p.
- Raoul Vaneigem, Isidore Ducasse e il Conte di Lautréamont nelle poesie, 1991, 29 p.
- Oskar Panizza, L‘Immacolata concezione dei papi, 1991, 157 p.
- Erich Mühsam, Ascona, Monte Verità e Schegge, 1992, 109 p.
- Rassegnazione e complicità: il caso Marco Camenisch, 1992
- Pino Bertelli (it), Zero in condotta: manuale eversivo per un cinema del quotidiano: materiali per un film da scrivere, 1992, 138 p.
- Manfredo Patocchi, Brevi manu, 1992
- Enrico Baj, Che cos‘é la Patafisica ?, 1994, 100 p.
- Arnaldo Alberti, CH 91, 1994, 176 p.
- Armand Robin, La falsa parola e Scritti Scelti, 1995, 170 p.
- Percy Bysshe Shelley, La necessità dell‘ateismo e La maschera dell‘Anarchia, 1995, 120 p. (traduction de La Nécessité de l'athéisme publié par Shelley sans nom d’auteur en 1811).
- Pino Bertelli, Contro la fotografia: il linguaggio sequestrato delle scimmie e l'incendio dell'impero dei codici: teoria, pratica e messa a fuoco della scrittura fotografica, 1996
- Oskar Panizza, Psichopatia criminalis - Genio e follia, 1998